# Konqi

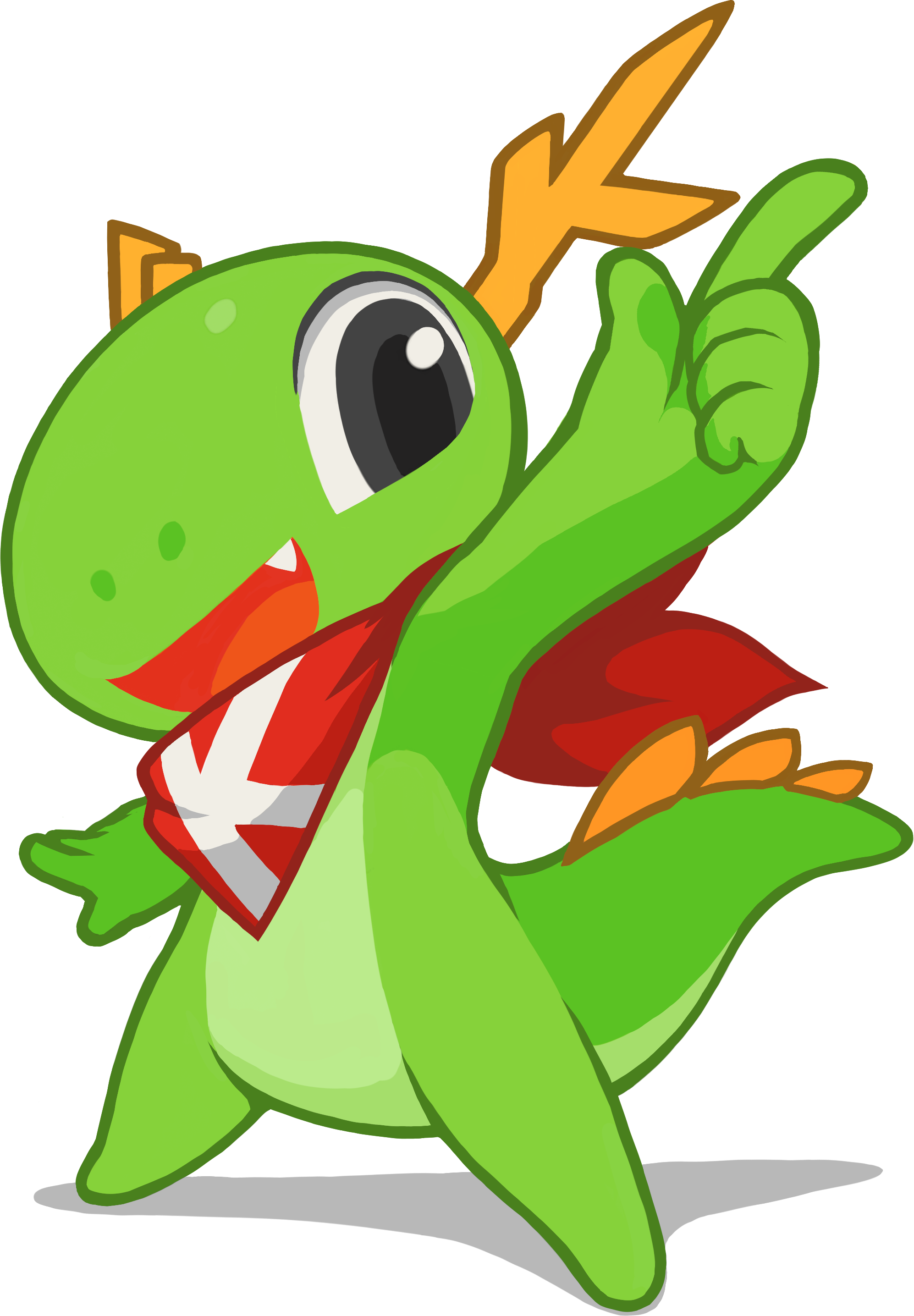
Konqi, dragonul

Konqi Konqueror este mascota curentă pentru proiectul KDE, un dragon mic, verde și vesel.
Apare în software KDE și pe multe situri web, inclusiv pe pagina principală a KDE. Numele „Konqi” a fost ales după Konqueror, navigatorul KDE de web si fișiere. Creatorul său este Stefan Spatz.
Konqi apare în versiunile 3.x ale KDE. În KDE 2.x, mascota era un vrăjitor numit Kandalf, dar Konqi apare, de asemenea, în versiunea 2.x, în dialogul KDE de accident.

### Katie
Konqi are o prietenă numită Katie. Ea este mai mult ca o soră mai mare. Aceasta este, de asemenea, mascota proiectului KDE al femeilor.